# Walter Hettche
Walter Hettche (* 1957 in Offenbach am Main) ist ein deutscher Germanist.

## Karriere
Hettche studierte von 1977 bis 1982 Germanistik und Anglistik an der Ludwig-Maximilians-Universität München (LMU). Im Jahr 1986 promovierte er zu Heinrich von Kleists Lyrik. Von 1992 bis 1997 war er Redaktor der Historisch-Kritischen Gesamtausgabe der Werke und Briefe Adalbert Stifters an der Bayerischen Akademie der Wissenschaften. Seit 1997 ist er als Akademischer Oberrat am Institut für Deutsche Philologie an der LMU tätig.
Er ist als Editionswissenschafter besonders für Theodor Fontane, Theodor Storm und Adalbert Stifter aktiv. 

## Werke (Auswahl)

### Monographien
- Heinrich von Kleists Lyrik. Lang, Bern, Frankfurt 1986 (Dissertation).
- „Ja, sag’n S’, Herr Bibliothekar, was woll’n S’ denn mit all dem Papier?“ Vom Umgang mit Annette Kolbs Briefen. Köstler, Tutzing 2018.

### Herausgeberschaften
- Theodor Fontane: Werke, Schriften und Briefe. Bd. IV/5.1: Briefe, Register. Hanser Verlag, München 1988.
- Theodor Fontane: Briefe an den Verleger Rudolf von Decker. Mit sämtlichen Briefen an den Illustrator Ludwig Burger und zahlreichen weiteren Dokumenten. Decker, Heidelberg 1988.
- Johann Wolfgang Goethe: Aus meinem Leben. Dichtung und Wahrheit. Reclam, Stuttgart 1991 (2., durchgesehene und bibliographisch ergänzte Ausgabe 1998, 3. Auflage 2012).
- Mit Gerd Eversberg: Theodor Storm: Hausbuch aus deutschen Dichtern seit Claudius. Mit Illustrationen von Hans Speckter. Reprint der 3. Auflage Leipzig: Mauke 1875. Husum Druck, Husum 1991.
- Theodor Storm – Otto Speckter. Theodor Storm – Hans Speckter. Briefwechsel. E. Schmidt, Berlin 1991.
- Theodor Fontane: Briefe an Georg Friedlaender. Aufgrund der Edition von Kurt Schreinert und der Handschriften neu herausgegeben. Insel Verlag, Frankfurt 1994.
- Mit Christian Klug, Helmuth Nürnberger, Bernhard Zand: Theodor Fontane: Werke, Schriften und Briefe. Bd. IV/5.2: Briefe, Kommentar. München: Hanser 1994.
- Mit Alfred Doppler, Wolfgang Frühwald: Adalbert Stifter: Bunte Steine. Ein Festgeschenk. Apparat und Kommentar (= Historisch-Kritische Gesamtausgabe 2,3 und 2,4). Kohlhammer Verlag, Stuttgart 1995.
- Mit Wolfgang Frühwald: Adalbert Stifter: Der Nachsommer. Eine Erzählung (= Historisch-Kritische Gesamtausgabe 4,1–4,3). Kohlhammer Verlag, Stuttgart 1997–2000.
- Mit Herwig Gottwald, Adolf Haslinger: Adalbert Stifter: Die Mappe meines Urgroßvaters. Lesetext. 3. Fassung. (= Historisch-Kritische Gesamtausgabe 6,1). Kohlhammer, Stuttgart 1998.
- Mit Gabriele Radecke: Theodor Fontane: Aus meinem bunten Leben. Ein biographisches Lesebuch, aus Briefen zusammengestellt. Hanser, München 1998.
- Ludwig Christoph Heinrich Hölty: Gesammelte Werke und Briefe. Kritische Studienausgabe. Wallstein Verlag, Göttingen 1998 (2. Auflage 2008).
- Mit Herwig Gottwald, Adolf Haslinger: Adalbert Stifter: Die Mappe meines Urgroßvaters. 3. und 4. Fassung. (= Historisch-Kritische Gesamtausgabe 6,3). Kohlhammer, Stuttgart 1999.
- Mit Hubert Merkel: Waldbilder. Beiträge zum interdisziplinären Kolloquium „Da ist Wald und Wald und Wald“ (Adalbert Stifter). Göttingen, 19. und 20. März 1999. Iudicium Verlag, München 2000.
- Mit Johannes John, Sibylle von Steinsdorff: Stifter-Studien. Ein Festgeschenk für Wolfgang Frühwald zum 65. Geburtstag. Niemeyer, Tübingen 2000.
- Mit Roland Berbig: Paul Heyse. Ein Schriftsteller zwischen Deutschland und Italien (= Literatur – Sprache – Region 4). Lang, Frankfurt/M. u. a. 2001.
- Lichtwer und Gottsched: Briefwechsel, Fabeln, Rezensionen. Aisthesis Verlag Bielefeld 2003.
- Johann Wilhelm Ludwig Gleim: Ausgewählte Werke. Wallstein Verlag, Göttingen 2003.
- Mit Christiane Henkes, Gabriele Radecke, Elke Senne: Schrift – Text – Edition. Hans Walter Gabler zum 65. Geburtstag (= Beihefte zu editio 19). Niemeyer, Tübingen 2003.
- Mit Gabriele Radecke: Theodor Fontane: Von vor und nach der Reise. Große Brandenburger Ausgabe (= Das erzählerische Werk 19). Aufbau Verlag, Berlin 2007.
- Detlev von Liliencron: Ausgewählte Werke. Wachholtz Verlag, Neumünster 2009.
- Ludwig Scharf: Gesammelte Lyrik und Prosa. Mit einer Auswahl aus dem Briefwechsel und einer Rezension von Eduard v. Keyserling. Aisthesis, Bielefeld 2011.
- Mit Waldemar Fromm: Josef Ruederer: München. Allitera Verlag, München 2012.
- Paul Heyse: Liederquelle, Traum und Zauber. Ausgewählte Gedichte. Allitera, München 2013.
- Mit Maximilian Koob, Katharina Weinhold: Paul Heyse: Der Isar wilde Wasser brausen keck. Ein bayerisches Lesebuch. Allitera, München 2014.
- Adalbert Stifter: Der Nachsommer. Eine Erzählung. Apparat (= Historisch-Kritische Gesamtausgabe 4,4 und 4,5). Kohlhammer Verlag, Stuttgart 2014.
- Otto Julius Bierbaum: Von Fiesole nach Pasing und andere Geschichten. Allitera, München 2015.

Dazu kommen noch über 100 Aufsätze, Lexikonartikel und Rezensionen.